# Re Lear (film 1983)
Re Lear è un film drammatico del 1983 diretto da Michael Elliott e tratto dall'omonima tragedia di William Shakespeare. Re Lear è interpretato dall'attore teatrale Laurence Olivier.

## Distribuzione
Il film per la televisione è stato trasmesso in prima visione dall'emittente televisiva britannica Channel 4 il 3 aprile 1983. In Italia è stao trasmesso per la prima volta su Rai 2 il 13 febbraio 1984.

## Riconoscimenti
- Premio Emmy
  - International Emmy Awards
    - 1983 - Miglior dramma

  - Primetime Emmy Awards
    - 1984 - Miglior attore protagonista in una miniserie o speciale a Laurence Olivier
- Premio BAFTA
  - 1984 - Candidatura al migliore trucco a Lois Richardson
  - 1984 - Candidatura ai migliori costumi a Tanya Moiseiwitsch
  - 1984 - Candidatura al miglior operatore a Roger England